# アイーダ・プリマ
アイーダ・プリマ（Aida Prima）は、コスタ・グループ傘下のアイーダ・クルーズが運航するクルーズ客船。2016年就航。

## 特徴
三菱重工業がダイヤモンド・プリンセス、サファイア・プリンセス以来、11年ぶりに受注したクルーズ客船で、2番船(アイーダ・ペルラ AIDA Perla)とともに長崎造船所で建造された。空気の泡で船底の抵抗を減少させ燃費を向上する三菱空気潤滑システム（MALS）などの最先端の環境技術と、アイーダ独自のクルーズ体験を提供する様々な旅客設備が盛り込まれた次世代クルーズ客船となっており、日本国内で建造されたクルーズ客船としては過去最大。
アイーダ・ステラで行われたPepper実施試験の結果を受けて、2016年春を目処にアイーダ・プリマへPepperが導入される予定である。

## 歴史
2013年6月30日に起工式が行われ、建造に着手した。2014年5月3日に船体が進水、艤装のため香焼ドックへ曳航された。当初、2015年3月に引き渡し予定であったが、初期設計と仕様確定の遅れ、度重なる設計変更などにより大幅に工期が遅れ、引き渡しは2015年9月に延期された。2015年8月5日には再延期が発表され、9月2日に新たな納期を2015年12月とすることを発表した。しかし、最終的に当初予定からちょうど一年遅れの2016年3月14日にようやく完成を発表、引き渡し式が行われ、ハンブルクに向け出航した。
原因は東日本大震災や東京オリンピックの関連工事により人手が不足し技能実習生など経験不足の作業員を投入したこと、日本の企業には経験が無いヨーロッパ製の内装を使ったことなどが挙げられている。
引き渡しの遅延により、アイーダ・クルーズは、2015年10月に欧州への回航を兼ねたデビュークルーズとして予定されていた横浜発ドバイ行きクルーズと、ドバイ発ハンブルク行きクルーズをキャンセル、11月以降のクルーズについてはアイーダ・ステラで代替し、2016年3月のハンブルク発から運航を開始するとした。引き渡しが3月にずれ込んだため、運行開始は4月30日となった。三菱重工は本船と2番船を合計1000億円程度で受注したが、建造遅延により累計1600億円規模の損失を出しており、額は更に膨らむと見られる。
2016年1月11日、13日、31日の3度にわたり、建造中の船内で不審火とみられる小規模な火災が発生した。3月14日にアイーダ・クルーズ引き渡され、ドイツへ回航された。